# أزمة الشارقة 1987
أزمة الشارقة هي أزمة سياسية حدثت في إمارة الشارقة وإمتد أثرها إلى الإمارات العربية المتحدة بشكل عام. ففي 17 يونيو 1987 قام الشيخ عبد العزيز بن محمد القاسمي رئيس الحرس الأميري بالإستيلاء على السلطة في إمارة الشارقة مستغلا ً غياب حاكم إمارة الشارقة شقيقه الشيخ سلطان بن محمد القاسمي. وبرر انقلابه بسبب ديون إمارة الشارقة المتراكمة في ذلك الوقت وهبوط أسعار النفط بالتزامن مع الحرب العراقية الإيرانية وكساد السياحة وقطاع الفنادق بسبب قرار منع الخمور في الشارقة الأمر الذي أدى إلى أزمة اقتصادية.

## ردود الفعل

### المحلية
أعلن الشيخ عبد العزيز بن محمد القاسمي عن توليه الحكم عبر بيان في إذاعة الشارقة، وقطع حاكم الشارقة الشيخ سلطان بن محمد القاسمي إجازته في بريطانيا وذهب إلى إمارة دبي وأعلن تلفزيون دبي عن انقلاب حصل في الشارقة، ونشر الشيخ عبد العزيز بن محمد القاسمي قواته البالغه أكثر من 3000 عسكري في أرجاء الشارقة وقاموا باقتحام مقر جريدة الخليج الموالية لسلطان بن محمد القاسمي .

### الدولية
عرض الملك فهد ملك المملكة العربية السعودية وساطته لحل الأزمة هو وعدد من قادة دول مجلس التعاون الخليجي ، فيما كانت تقارير تشير إلى ميل إيران لصالح موقف الشيخ عبد العزيز بن محمد القاسمي .

## نهاية الأزمة
انتهت الأزمة في 24 يونيو 1987 بعد أن إجتمع مجلس حكام الإمارات برئاسة الشيخ زايد بن سلطان آل نهيان وإتفقوا على عودة الشيخ سلطان بن محمد القاسمي كحاكم لإمارة الشارقة وتعيين الشيخ عبد العزيز بن محمد القاسمي كولي عهد للإمارة، كحل نهائي للأزمة .